# Deutsche Cadre-71/2-Meisterschaft 1972/73

Veranstaltungsort: West-Berlin

Die Deutsche Cadre-71/2-Meisterschaft 1972/73 ist eine Billard-Turnierserie und fand vom 8. bis zum 11. Februar 1973 in West-Berlin zum 25. Mal statt.

## Geschichte
Leider musste der Mitfavorit Klaus Hose wieder krankheitsbedingt die Meisterschaft absagen. Damit waren Titelverteidiger Günter Siebert und Lokalmatador Dieter Müller die klaren Favoriten. Beide gewannen auch ihre ersten drei Partien sicher. In der vierten Spielrunde unterlag Müller aber dem Düsseldorfer Dieter Wirtz mit 221:300 in 13 Aufnahmen. Die fünfte Spielrunde brachte dann die nächste Überraschung. Wirtz besiegte auch Siebert. Er gewann mit 300:256 in 14 Aufnahmen. Vor der letzten Spielrunde hatten Müller, Siebert und Wirtz jeweils 10 Matchpunkte und konnten Meister werden. Wirtz unterlag dann aber überraschend gegen den nervenstark aufspielenden Vereinskameraden Matthias Metzemacher mit 245:300 in 18 Aufnahmen. Damit war der Sieger der Partie Müller gegen Siebert Deutscher Meister. Nach 13 Aufnahmen stand es 295:110 für Müller. Siebert kämpfte sich dann Schritt für Schritt an Müller heran. Am Ende stand es aber 300:248 in 18 Aufnahmen für Müller und er feierte seinen vierten Titel im Cadre 71/2.

## Modus
Es wurde im Round-Robin-Modus bis 300 Punkte gespielt.
Die Endplatzierung ergab sich aus folgenden Kriterien:
1. Matchpunkte
2. Generaldurchschnitt (GD)
3. Bester Einzeldurchschnitt (BED)
4. Höchstserie (HS)

## Teilnehmer (nach Ausgangsklassement)
1. Günter Siebert (Bfr. Sterkrade-Heide) (Titelverteidiger) (GD 25,92)
2. Dieter Müller (Billardakademie Berlin)  (GD 39,47)
3. Peter Sporer (BSV München) (GD 14,77)
4. Willi Ostendorp (BG Bottrop 24) (GD 13,95)
5. Dieter Wirtz (Düsseldorfer Billardfreunde 54) (GD 13,44)
6. Matthias Metzemacher (Düsseldorfer Billardfreunde 54) (GD 13,18)
7. Karl-Heinz Nowak (BC Feldmark 34 Gelsenkirchen) (GD 11,53)
8. Wolfgang Matz (Düsseldorfer Billardfreunde 54) (GD 8,53)

### Abschlusstabelle
| Klassement                 | Klassement           | Klassement | Klassement | Klassement | Klassement | Klassement | Klassement | Klassement |
| Platz                      | Name                 | MP         | Pkte.      | Aufn.      | GD         | BED        | HS         |            |
| -------------------------- | -------------------- | ---------- | ---------- | ---------- | ---------- | ---------- | ---------- | ---------- |
| 1                          | Dieter Müller        | 12:2       | 2021       | 84         | 24,05      | 42,85      | 136        |            |
| 2                          | Günter Siebert       | 10:4       | 2004       | 94         | 21,31      | 75,00      | 144        |            |
| 3                          | Dieter Wirtz         | 10:4       | 1882       | 121        | 15,55      | 23,07      | 104        |            |
| 4                          | Matthias Metzemacher | 10:4       | 1720       | 118        | 14,57      | 27,27      | 104        |            |
| 5                          | Peter Sporer         | 6:8        | 1326       | 132        | 10,04      | 13,04      | 147        |            |
| 6                          | Wolfgang Matz        | 4:10       | 1561       | 132        | 11,82      | 16,66      | 125        |            |
| 7                          | Willi Ostendorp      | 4:10       | 1512       | 134        | 11,28      | 15,00      | 62         |            |
| 8                          | Karl-Heinz Nowak     | 0:14       | 1173       | 137        | 8,56       | –          | 54         |            |
| Turnierdurchschnitt: 13,86 |                      |            |            |            |            |            |            |            |